# Религия в Гане
Республика Гана — светское государство, не имеющее государственной религии. Конституция страны предусматривает свободу вероисповедания. Большинство населения страны исповедуют христианство (69 % — 75 % населения).

## Христианство
Первыми христианами на территории Ганы были португальцы, прибывшие сюда во второй половине XV века. Активную миссию среди племен, населяющих Гану начали протестанты в XIX веке. XX век характеризовался широким распространением пятидесятнического движения, постепенно ставшего крупнейшей христианской конфессией страны.
Согласно первой переписи населения в независимой Гане (в 1960 году) 41 % населения принадлежали к христианству (в том числе 25 % протестанты, 13 % католики и 2 % пятидесятники). Доля христиан неуклонно росла (в 1970 году — 53 %; в 1985 — 62 %). По данным переписи 2000 года христиане составляли 68,8 % населения (пятидесятники и харизматы — 24,1 %; остальные протестанты — 18,6 %; католики — 11,5 %). Наконец, перепись 2010 года сообщила о 71,2 % христиан (пятидесятники и харизматы — 28,3 %; остальные протестанты — 18,4 %; католики — 13,1 %; другие христиане — 11,4 %).
Крупнейшими христианскими конфессиями страны являются пятидесятники и харизматы (6,9 млн), католики (3,16 млн), методисты (0,7 млн) и пресвитериане (0,6 млн).

### Протестантизм
Первыми протестантами на территории Ганы были моравские братья и англикане (XVIII век), однако служение обеих групп первоначально было малоуспешным и прервалось. Постоянная миссионерская работа среди местного населения была начата лишь в 1828 году швейцарской Базельской миссией. В XIX и начале XX века в страну прибывают методистские, баптистские и адвентистские миссионеры. С середины XX века в Гане широко распространяется пятидесятничество.
Самыми крупными протестантскими церквами страны являются Церковь Пятидесятницы (1,94 млн), Ассамблеи Бога (1,6 млн), Методистская церковь Ганы (635 тыс.), Новоапостольская церковь (480 тыс.) и Пресвитерианская церковь Ганы (444 тыс.).

### Католицизм
Католическая Церковь присутствует на территории страны с конца XV века. Однако широкое служение на территории Ганы было начато лишь в XIX веке. В 1879 году была создана апостольская префектура Золотого Берега. По данным переписей населения доля католиков составляла 13% (в 1960 году), 15,1% (в 2000 году) и 13,1% (в 2010 году). Католицизм наиболее распространён на побережье, в центральных регионах страны и среди ашанти.

### Православие
В середине XX века в Гане существовала община православных греков, однако, после свержения первого президента независимой Ганы Кваме Нкрума все греки покинули страну. В 1970-х годах представители Александрийской церкви установили контакт с независимой протестантской группой, именующей себя Африканской вселенской православной кафолической церковью. В 1982 году данная организация присоединилась к Александрийской церкви, став православной церковью Ганы. Численность православных христиан в Гане оценивается в 3 тысячи человек.

## Ислам
Ислам появился на территории современной Ганы в 1390-х годах. В начале XIX века число мусульман значительно выросло за счёт массового притока мусульманских беженцев из северной Нигерии, которые бежали от джихада хауса и фульбе. Несмотря на распространение с 1970-х годов в Африке исламизма, сосуществование мусульман и христиан в Гане остаётся мирным.
В ходе переписи 2010 года 17,6% населения страны назвали себя мусульманами (при этом мусульманское сообщество оспаривает эти цифры, утверждая о 30% мусульман в стране). Мусульмане проживают преимущественно на севере страны. Ислам распространен среди этнических групп фульбе, гурма, хауса, лоби, буса, вала, дагомба, мампруси. Распространён маликитский мазхаб, но есть и группа шафиитов. Пользуются влиянием суфийские ордена тиджания и кадырия. В 1924 году в Аккре была образована Ахмадийская Мусульманская Община. Позже в страну проникли движения ваххабитской ориентации.

## Местные религии
Доля верующих местных традиционных религий неуклонно снижается. Так, если в ходе переписи 1960 года 38% населения страны указало свою принадлежность к данным религиозным традициям, то к 1985 году их доля снизилась до 21%, а в 2000 году таковых оказалось лишь 8,5%. По данным переписи 2010 года местных африканских религий придерживаются 5,2% населения. Данные религии распространены в районах проживания племен ачоде, аделе, булса, чакали, гуренне, лоби, талленси и др. Традиционная космология выражает веру в высшее существо (в племени аканов оно именуется Ньяме, у племени эве - Маву) и множества меньших богов, выполняющих роль посредников между высшим существом и людьми. Также, распространены почитание предков и сил природы. В Гане созданы специальные «лагеря ведьм», где могут жить люди, изгнанные из своих деревень из-за подозрений в колдовстве.

## Другие религиозные движения
По данным «Энциклопедии религий» Джона Мелтона в 2010 году в стране было 14 тыс. сторонников веры бахаи. Ещё 5 тыс. человек исповедовали индуизм. Буддистская, конфуцианская и иудейская общины насчитывают несколько сотен верующих каждая.
Со второй половины XX века в Гане стали распространяться новые религиозные движения (НРД). В настоящий момент численность верующих НРД оценивается в 27 тысяч человек. Это японская буддистская секта Сока Гаккай, кришнаиты, растафариане, последователи Сатья Саи Баба, Ананда Марга и др. К НРД относят и синкретический культ зетахил, представляющий собой смесь ислама и христианства и объединяющий ок. 5 тыс. членов.

## Агностики и атеисты
Неверующими являются 76 тыс. жителей Ганы, ещё 5 тысяч являются убеждёнными атеистами.